# Parathyma nivifera
Parathyma nivifera är en fjärilsart som beskrevs av Butler 1879. Parathyma nivifera ingår i släktet Parathyma och familjen praktfjärilar. Inga underarter finns listade i Catalogue of Life.